# 黃致凱
黃致凱（1981年1月28日—），畢業於臺灣大學戲劇學系第一屆，為臺灣舞台劇導演、編劇，現任故事工廠藝術總監。喜歡從哈哈鏡裡看生活，近年來著重「類型戲劇」的開發，以及舞台畫面的經營，作品風格多元，探究社會現象，常在嚴肅的議題中，放進喜劇的元素，讓觀眾有多重的情感體驗。除了原創外、改編、跨界皆多有嘗試。

## 劇場編導作品

### 故事工廠
- 2014年《白日夢騎士》荒誕推理喜劇；首演於2014年5月9日
- 2014年《3個諸葛亮》嬉皮笑臉喜劇；首演於2014年10月4日
- 2015年《男言之隱》奇幻愛情喜劇；首演於2015年7月25日
- 2017年《莊子兵法》黑色人性喜劇；首演於2017年9月15日
- 2018年《偽婚男女》暖心家庭喜劇（原著電影劇本：周美玲，劇本改編：周美玲、歐陽瑤，共同導演：周美玲）；首演於2018年4月20日
- 2018年《小兒子》（散文原著駱以軍）；首演於2018年9月7日
- 2018年《一夜新娘》（小說原著王瓊玲，共同編劇王曉玟）；首演於2018年11月25日
- 2019年《明晚，空中見]》；首演於2019年3月30日
- 2020年《再見歌廳秀》（編劇紀蔚然）；首演於2020年5月30日
- 2020年《我們與惡的距離》全民公投劇場版（電視劇原著呂蒔媛）；首演於2020年9月11日
- 2021年《暫時停止青春》反烏托邦寓言；首演於2021年3月12日
- 2022年《一個公務員的意外死亡》警世喜劇；首演於2022年5月7日

### 寬宏藝術×故事工廠
- 2017年《千面惡女》奇幻愛情音樂劇

### 明華園戲劇總團
- 2016年《散戲》文學跨界（小說原著洪醒夫）
- 2018年《俠貓》文學跨界（小說原著施百俊，共同編劇王瓊玲）
- 2021年《海賊之王—鄭芝龍傳奇》台灣戲曲中心旗艦製作（共同編劇王瓊玲）

### 屏風表演班
- 2008年《瘋狂年代》（編劇紀蔚然）
- 2009年《合法犯罪》推理劇
- 2010年 花博開幕典禮指定演出_定目劇《百合戀》魔幻歌舞劇
- 2011年《王國密碼》現代武俠

## 影視編劇作品
- 2019年—《樂獄》（福斯發行）
- 2019年—《明晚空中見》（福斯發行）

## 出版作品

### 書籍
| 年份       | 書名                 | 出版社   | ISBN                   |
| ---------- | -------------------- | -------- | ---------------------- |
| 2014年9月  | 《李國修編導演教室》 | 平安文化 | ISBN 978-957-80392-8-5 |
| 2015年4月  | 《白日夢騎士》劇本書 | 故事工廠 | ISBN 978-986-91664-0-9 |
| 2015年4月  | 《３個諸葛亮》劇本書 | 故事工廠 | ISBN 978-986-91664-1-6 |
| 2016年3月  | 《男言之隱》劇本書   | 故事工廠 | ISBN 978-986-91664-4-7 |
| 2017年11月 | 《莊子兵法》劇本書   | 故事工廠 | ISBN 978-986-91664-5-4 |
| 2019年4月  | 《小兒子》劇本書     | 故事工廠 | ISBN 978-986-91664-8-5 |
| 2019年4月  | 《明晚空中見》劇本書 | 故事工廠 | ISBN 978-986-91664-9-2 |
| 2020年8月  | 《二十分鐘的江湖夢》 | 故事工廠 | ISBN 978-986-34480-8-2 |

## 外部連結
- 故事工廠 （页面存档备份，存于）
- 故事工廠的Facebook專頁
- 故事工廠的Instagram帳戶
- YouTube上的故事工廠頻道
- 黃致凱的Facebook